# ジョー・シュミット (アメリカンフットボール)
ジョー・シュミット（Joe Schmidt、1932年1月19日 - 2024年9月11日）は、ペンシルベニア州ピッツバーグ出身のアメリカンフットボール選手、指導者。
NFLのデトロイト・ライオンズに1953年から1965年まで13シーズン所属し、プロボウルに10回選ばれた。ポジションはラインバッカー。

## 経歴

### 選手として
ピッツバーグ大学で1950年から1952年まで3年間プレーした。1952年10月11日のノートルダム大学戦では、試合前に印象的なスピーチを行い、チームは22-19で番狂わせを演じた。身長6フィート（約180cm）、体重195ポンド（約88kg）と小柄の彼はNFLドラフトではなかなか指名されず、カレッジオールスターゲームでオールスターチームと対戦したデトロイト・ライオンズに7巡で指名された。
ライオンズでは1年目の1953年から活躍し、チームは2年連続でNFLチャンピオンとなった。1956年にはチームキャプテンとなり、9シーズンに渡って、ディフェンスのシグナルコールを行うようになった。また1955年から1964年まで、10シーズン連続でプロボウルに選出された。
1957年にはチームが4年ぶりのNFLチャンピオンになるのに貢献した。この年の彼のサラリーは、1万1000ドルであり、オフシーズンに半年の兵役を務めた後、彼はホールドアウトを行った。1958年、6インターセプト、及び当時のNFL記録となる8ファンブルリカバーをあげた。
1960年9月11日の試合で肩を脱臼し、6試合の欠場が見込まれたが、怪我から1ヶ月後の10月16日に行われたフィラデルフィア・イーグルス戦で復帰、プロ入り後初のタッチダウンをあげた。
1962年のグリーンベイ・パッカーズとニューヨーク・ジャイアンツとのNFLチャンピオンシップゲームの賭博に関与し、2000ドルの罰金を科せられた。
1965年、4インターセプトをあげた後、1966年3月10日、現役引退を表明した。
1999年にスポーティングニュースが選ぶ100人の偉大なアメリカンフットボール選手の65位にランクされた。65は、ピッツバーグ大学時代の彼の背番号と同じであり、同大学の永久欠番になっている。ライオンズでの背番号56は、彼の引退後、永久欠番となったが、パット・スウィリングがライオンズに移籍した際、シュミットが特別に許可した。

### コーチとして
引退後、すぐにライオンズのアシスタントコーチになった。この年、ラインバッカーマイク・ルッチ（後にプロボウラー）、ウォリー・ヒルゲンバーグ（後にミネソタ・バイキングスの守備の主力となった）らを指導した。
ハリー・ギルマーヘッドコーチの後任として、1967年1月、35歳の誕生日を前に、ライオンズのヘッドコーチに就任した。1年目は5勝7敗2分で終えた。シーズン終了後、彼は元チームメートのジム・ニノウスキーの獲得を欲したが、フロントに拒絶され、1968年は、ロサンゼルス・ラムズから獲得したビル・マンソンが先発QBとなった。この年は前年より成績を落とし、4勝8敗2分で終えた。NFL50周年となった1969年、選手時代の活躍に対して、"Greatest Lion Ever" として表彰された。この年、チーム成績は9勝4敗1分と大幅に向上した。12月14日、11勝2敗のラムズに0-28で敗れた後、彼は飲酒運転で逮捕された。1970年、11月8日のニューオーリンズ・セインツ戦では、トム・デンプシーにNFL記録となる63ヤードのFGを成功させられ、17-19で敗れた。次の試合からシュミットはマンソンに代わり、グレッグ・ランドリーを先発QBに昇格させた。12月14日のラムズとのマンデーナイトフットボールを制して、チームは10勝4敗で13年ぶりにプレーオフに進出した。12月26日のダラス・カウボーイズとのプレーオフは、ディフェンス合戦となり、0-5で敗れた。
1971年10月24日のシカゴ・ベアーズ戦でWRチャック・ヒューズが亡くなった。この年チームは7勝6敗1分と成績を落とした。1972年を8勝5敗1分で終えた後、1973年1月12日、ヘッドコーチを辞任した。その年、プロフットボール殿堂に選出された。
コーチとしては43勝35敗7分であり、彼の後に勝ち越ししているライオンズのヘッドコーチは、7試合で4勝したゲイリー・モーラーを除いて現れていない。
2024年9月11日に死去。92歳没。